# Philippe Musard
Philippe Musard (1792-1859) est un des plus illustres représentants de la musique festive de danses de Paris au XIXe siècle, compositeur et chef d'orchestre français. Sa carrière, commencée à Londres et poursuivie à Paris, a duré des dizaines d'années. Il a connu une célébrité internationale et est à présent oublié.
C'est, de son vivant, une personnalité parisienne admirée et aussi moquée, notamment à propos de sa laideur physique. Cet humour est notamment illustré par des caricatures de Cham ou bien encore, par exemple, par la Complainte lamentable sur la naissance, la vie et la mort du célèbrrrrre Musard, dit Napoléon III à chanter sur l'air de la Complainte de Fualdès.
Le fils de Philippe Musard, Alfred Musard (1818-1881) connu sous le nom d'Alfred Musard fils ou Musard fils, est également compositeur et chef d'orchestre.

## Biographie

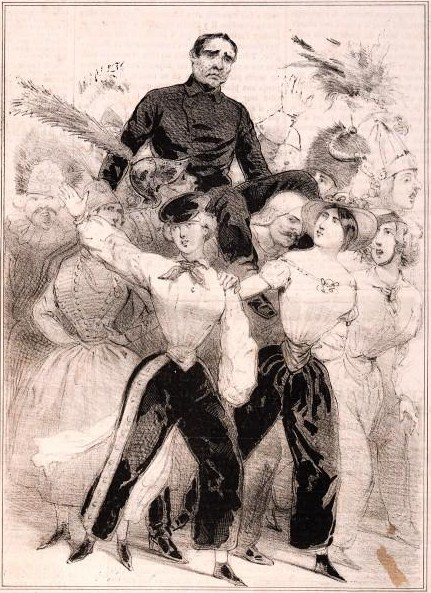
Philippe Musard porté en triomphe au bal de l'Opéra en 1846.

Fils d'un entrepreneur de bals parisiens, Philippe Musard nait le 8 novembre 1792 à Tours.
La première partie de sa carrière a pour cadre Londres, où il dirige des concerts promenades et est chef d'orchestre des bals de la reine Victoria.
D'Angleterre, où il a épousé une Anglaise, il vient poursuivre sa carrière à Paris à 38 ans. Il dirige des bals à la cour et à la ville. On le baptise « le roi du quadrille », « le Napoléon du quadrille ». Cette danse alors à la mode, notamment au Carnaval de Paris, est sa spécialité. Il est chef d'orchestre des bals de l'Opéra, à l'Opéra Le Peletier, qui sont organisés durant la période du carnaval. Son orchestre compte jusqu'à cent exécutants. Musard a parmi ses collaborateurs le corniste virtuose Dufresne. 
En 1836, Charles Delaunay, au nombre des sujets de conversation de la semaine qu'il mentionne dans La Presse, indique qu'il y a « Les concerts de Musard, véritable emblème des plaisirs de notre époque ; une harmonie délicieuse qui couvre de grossiers propos des salons dorés tout remplis de boue. »
En 1837, Frédéric Soulié écrit dans La Presse : « le bal Musard est une belle chose. Ce sera même le seul grand souvenir de notre époque. » Il rapporte aussi que les habitués du bal Musard se sont baptisés entre eux les « voleurs » et les « voleuses ». Et que les « voleurs » entrent au bal au cri de : « Ohée ! ohée ! ohée ! les voleuses ! »
En 1837, Musard invite à Paris Johann Strauss père. À la suite de ce voyage où il a pu entendre des quadrilles, ce dernier commence à en composer lui-même. Il introduit cette danse en Autriche lors du carnaval de 1840.
Vers la même année Musard introduit au bal de l'Opéra le cancan (ou coincoin), danse jugée lascive et scandaleuse, inventée par les blanchisseuses. Ancêtre du french cancan, le cancan ou coincoin se pratique en couple. À l'époque, sous leur robe et jupons les femmes portent des culottes fendues.
Les œuvres de Philippe Musard sont d'inspiration personnelle ou composées sur des thèmes tirés d'œuvres d'autres compositeurs. 
Au nombre de ses créations : un quadrille moyenâgeux, un quadrille chinois, un quadrille arabe… Le manuscrit de son quadrille moyenâgeux porte en marge, de sa main, des indications : Branle de Champagne XVe siècle, Colin Muset… qui laissent voir le travail de recherches préliminaires du compositeur.
En 1840, au Galop des Tambours, de Jean-Baptiste-Joseph Tolbecque (succès au Carnaval de Paris, en 1839 et 1840), il répond avec un Galop des Trompettes.
L'influence de Musard est énorme, en particulier sur le Carnaval de Paris. Ce dont se plaint Le Journal des artistes début 1844 :
Pourquoi les années se suivent-elles en se ressemblant toujours ? En effet, au carnaval, tous les directeurs vont nous offrir des parades dans lesquelles, au lieu d'esprit, nous aurons l'argot des bals Musard débité par les balochards, les chicandards et les débardeurs. Le tout terminé par un inévitable cancan avec accompagnements de gestes qui ne seraient pas tolérés à la Grande-Chaumière.
En hommage à Musard, Amédée Louis de Beauplan a composé : Le bal de musard : Délire pour voix et piano.
Les œuvres de Philippe Musard figurent aujourd'hui dans les collections spécialisées (en particulier le département de la musique de la Bibliothèque nationale de France).
Au côté de Philippe Musard furent célèbres des dizaines d'autres compositeurs parisiens de musique festive de danses à présent également oubliés : Louis-Antoine Jullien, souvent considéré comme le rival de Musard, Isaac Strauss (en son temps, les Parisiens appelaient les Strauss autrichiens : « les Strauss de Vienne »), les frères Tolbecque, Jean-Baptiste Arban, Auguste Desblins, etc. On retrouve des partitions imprimées à l'époque en Angleterre, aux Pays-Bas, aux États-Unis, en Australie. Parmi ces compositeurs, un seul est resté célèbre : Jacques Offenbach. Mais il est aujourd'hui surtout connu pour ses opérettes, pas pour ses musiques de danses, dont la plupart ne sont plus jouées. 
En 1854, Philippe Musard prend sa retraite. Isaac Strauss le remplace à la tête de l'orchestre des bals de l'Opéra.
Le Cabinet des estampes de la Bibliothèque nationale de France conserve une affiche Émile Cohl, lithographie en couleurs de grand format, annonçant le bal d'enfants du lundi gras 1858 au théâtre de la Porte-Saint-Martin, accompagné par un orchestre composé de 120 musiciens, sous la direction de « Musard ».
Philippe Musard meurt le 30 mars 1859. Il est alors maire du village d'Auteuil, qui l'année suivante va être rattaché à Paris. Il est inhumé au cimetière d'Auteuil.
Son nom est inscrit dans le hall d'entrée de la mairie du 16e arrondissement de Paris, au nombre des maires des anciennes communes qui formèrent cet arrondissement en janvier 1860.

## Bals de l'Opéra en 1836
Le Journal des débats annonce :
— Samedi et lundi gras, 13 et 15 février, l'Opéra donnera ses deux bals masqués ; grande loterie degli allegri au profit des pauvres du 2e arrondissement ; l'orchestre, composé de soixante-dix musiciens, dirigé par M. Musard ; les solos exécutés par MM. Dufresne, Forestier et Collinet; les bureaux ouvriront à onze heures.

## Le «bal Musard» en 1837

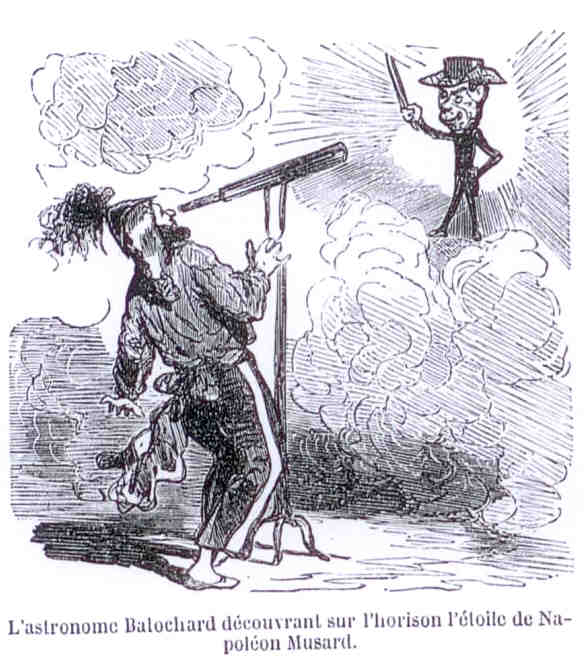
Caricature de Cham à propos de Musard.

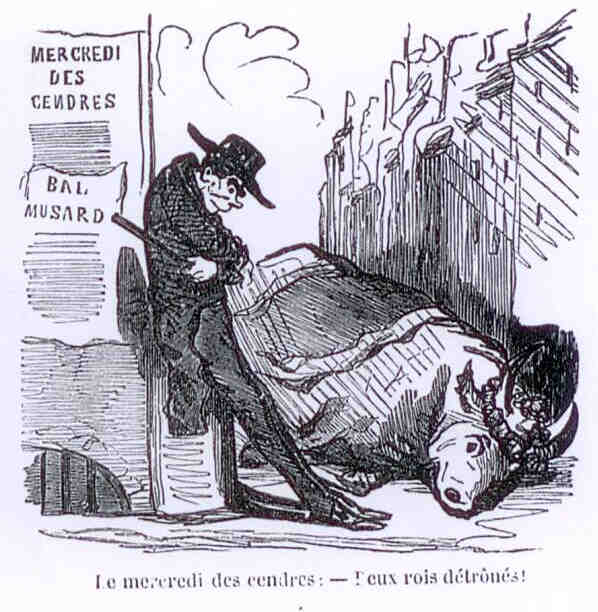
Cham : le mercredi des Cendres, deux rois détrônés : Philippe Musard et le Bœuf Gras.

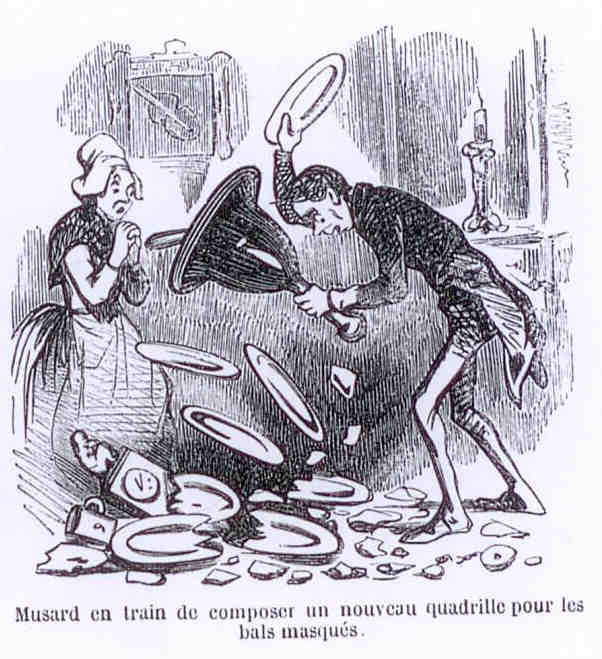
Philippe Musard composant un nouveau quadrille pour les bals de l'Opéra, caricature de Cham.

Le 13 février 1837, dans La Presse, Frédéric Soulié donne au bal de l'Opéra dirigé par Musard le nom de « bal Musard » :
Mais changez le nom de la chose et criez bal Musard. Voici votre élégant qui revient le chapeau ciré et enrubanné sur la tête, la perruque de filasse abondante et monstrueuse, la veste de postillon, la culotte de peau, les bas de soie et un visage qui vient d'avoir une petite vérole de mouches noires. Il ne passade plus lentement et tristement dans le foyer. Il fait son entrée, il se pose au sommet d'un des escaliers, et là, ramassant toute sa poitrine pour annoncer qu'il va entrer un champion de plus dans la mêlée, il pousse le cri consacré : Ohée ! ohée ! ohée ! les voleuses ! C'est le Montjoie Saint-Denis du bal Musard. Il est presque aussi saint que le vrai Montjoie Saint-Denis ; car il est presque aussi vieux : seulement, autrefois, dans les fêtes des Ribauds, on criait : Ohée ! ohée ! les frotteuses !  les femmes folles, et alors le mot voulait dire la chose ; tandis qu'aujourd'hui le mot n'a plus de sens.
Qui a opéré ce changement dans ce beau jeune homme si triste et si amoureux de l'ennui de sa personne ? C'est le mot bal Musard. L'élégant est sorti gelé, triste, grippé ; il a entendu crier bal Musard ; il est rentré fier, superbe, avide de plaisir, ivre de l'idée qu'il va s'enivrer ; car il s'enivrera, et cette fois-ci ce ne sera pas après mûres réflexions, avec des personnes de choix : ce sera avec lui, avec elle, avec vous, avec on ne sait qui; quelqu'un de distingué qui a une belle femme sous le bras, qu'il fait danser comme si elle était à tout le monde. Et ne pensez pas que le hasard n'arrange pas de piquantes réunions ! j'en puis citer une qui n'est pas neuve quoiqu'elle soit d'hier. Tous les ans cela se rencontre.
Après le bal, après le souper, après le rire, le Champagne, les cris, l'un des convives dit : Qu'il était indécent que six honnêtes gens eussent passe ensemble une si belle nuit sans se connaître. Il demanda que chacun déclarât sou nom. Malgré l'ivresse générale, la proposition sembla hasardée. On refusait quand celui qui avait parlé s'écria : Eh bien, je vais vous donner l'exemple; je suis le marquis de... ; et tout aussitôt chacun se levant et prenant son verre répondit fièrement : Et moi le comte de... – et moi le duc de... – et moi le prince de... ; le dernier qui se leva n'avait d'autre titre que son nom, mais son nom est un beau titre. Il s'appelle..... Mais à quoi bon vous le dire ; dans un mois vous le lirez sur le livret du Musée, c'est !e nom d'un grand peintre.
Qu'on ne s'étonne point de trouver de pareils noms dans de pareilles assemblées. Ne comprenez-vous pas que toute âme, tout corps, tout esprit, doit avoir soif d'échapper pendant quelques heures à cette vie pendule que mène notre génération, existence de va-et-vient dans un arc de cercle plus ou moins borné, où rien n'arrive plus, ni grandes passions, ni grandes aventures, ni furieuses audaces, ni manquements éclatants aux saines règles du monde ; où tout est étriqué, froid, réglé, où l'on sait le revient d'une passion comme celui d'un châle de l'Inde. Aussi, quand une occasion se présente de faire courir en liberté et au hasard cette passion et cette fougue que toute jeunesse porte en soi, on s'y précipite avec rage. Voila ce qui a fait le succès de Musard, voilà ce qui fait le délire de ses fêtes : c'est toute la continence d'une année à dépenser en huit heures. Aussi le bal Musard de cet hiver a-t-il été d'autant plus furibond qu'il a été le seul ; le volcan des passions carnavalesques ne s'est ouvert que par un cratère. Aussi quel beau Vésuve ! Comme cette foule rugissait magnifiquement ! lave humaine bleue, rouge, blanche, violette, affectant toutes les couleurs de tous les métaux en fusion, comme elle tournoyait, comme elle jetait au ciel de terribles cris d'amour et de brûlantes exclamations de soif. Avec quel aplomb et quelle mesure cruelle ces gens entament leur fantastique contredanse ; comme ils empoignent solidement du pied et de la main le sol sur lequel ils dansent, et la femme avec laquelle ils dansent ; comme ce ne sont pas là ces passades timides et presque aëriformes de nos contredanses de salon ; comme tout est accusé, complet et solide dans ces en avant deux qui se heurtent, dans ces tours de mains qui s'étreignent ; comme chacun y met d'ambition ; comme on se donne la peine de s'amuser ; c'est à faire suer, rien que de le regarder, et comme on regarde.
Oh ! voyez ! voyez ! toutes ces têtes des loges de l'Opéra suspendues, comme des narcisses noirs, au-dessus de ce torrent de folles licences ; comme elles s'abreuvent des yeux; comme elles s'étonnent et tremblent en se disant : C'est affreux ! avec une émotion de peur et de vertige comme celui qui vous prend au bord d'un précipice qui vous attire malgré son horrible profondeur. Oh ! s'il nous était donné d'arracher tous les masques de satin noir, de montrer tous les visages nobles et dorés qui affluaient au bal Musard, que vous seriez étonné de voir combien la curiosité fait oublier de convenances. Ce n'est que plus tard, quand l'imagination ne sera plus troublée de l'image de cette furieuse cohue qu'on osera s'avouer qu'on a été au bal Musard et qu'on se promettra d'y retourner ; car, si le bal Musard est une émotion inouïe pour ceux qui en sont les acteurs, son aspect n'est pas une moindre émotion pour ceux qui le voient.

## Le triomphe de Musard au bal de l'Opéra en 1837
En 1837, Delphine de Girardin, dans ses Lettres Parisiennes, reproduit ces lignes que lui écrit une amie qui sort du bal de l'Opéra :
C'était une fête dont rien ne peut donner l'idée. Six mille personnes dans la salle, et deux mille à la porte qui n'ont pu entrer. Toutes les loges prises ; celles du roi, de M. le duc d'Orléans, envahies par des gens qui ne savaient où se réfugier. Les costumes les plus pittoresques, les danses les plus vives, les plus passionnées. La police point taquine, et pas le moindre désordre ; mais ce qu'il y a de plus remarquable, l'événement de la nuit, c'est le triomphe de Musard porté sur les épaules de six des plus beaux danseurs, et promené dans toute la salle, aux acclamations, aux applaudissements de toute la foule. La figure de Musard était rayonnante : c'était le roi des Ribauds...

## Musard vu parL'Illustrationen 1843
L'Illustration écrit, le 25 mars 1843 :
Depuis son origine jusqu'à ses dernières années, le bal de l'Opéra, fidèle aux principes et aux traditions de l'étiquette aristocratique qui avait présidé à sa fondation, avait exclu de son enceinte les travestissements et la danse. Les hommes n'y étaient admis qu'en habit de ville, et le domino était le seul déguisement des femmes. On s'y promenait autour d'un orchestre en sourdine qui dominait, sans l'étouffer, le bourdonnement discret des causeries particulières. L'intrigue s'insinuait, glissait, serpentait dans cette salle étincelante. L'archet révolutionnaire d'un chef d'orchestre (Musard) l'en a chassée et a étouffé les derniers murmures de ce galant marivaudage, qui, depuis longtemps, au surplus, s'effaçait peu à peu pour faire place à la licence.
Le mardi-gras de l'année 1837, Musard donna, rue Lepelletier, un bal, dont les habitués de ce genre de divertissements ont conservé le souvenir. L'Opéra atteignit, dès son premier début, à l'idéal du genre. En récompense de cet exploit, Musard fut porté en triomphe, et faillit être asphyxié sous les étreintes de ses fanatiques et turbulents admirateurs. Quelle mort pour un Chef d'orchestre ! Dès lors ce fut fait pour toujours du bal de l'Opéra proprement dit, de cette réunion masquée, mais à peu près décente, brillante toujours, spirituelle parfois, qui tenait à la fois du jour et de la nuit vénitienne. Du jour où le galop y eut pénétré, l'élégance, le décorum, et avec lui l'esprit, s'enfuirent pour ne plus revenir.

## Musard au bal de l'Opéra, vu par Théophile Gautier en 1845

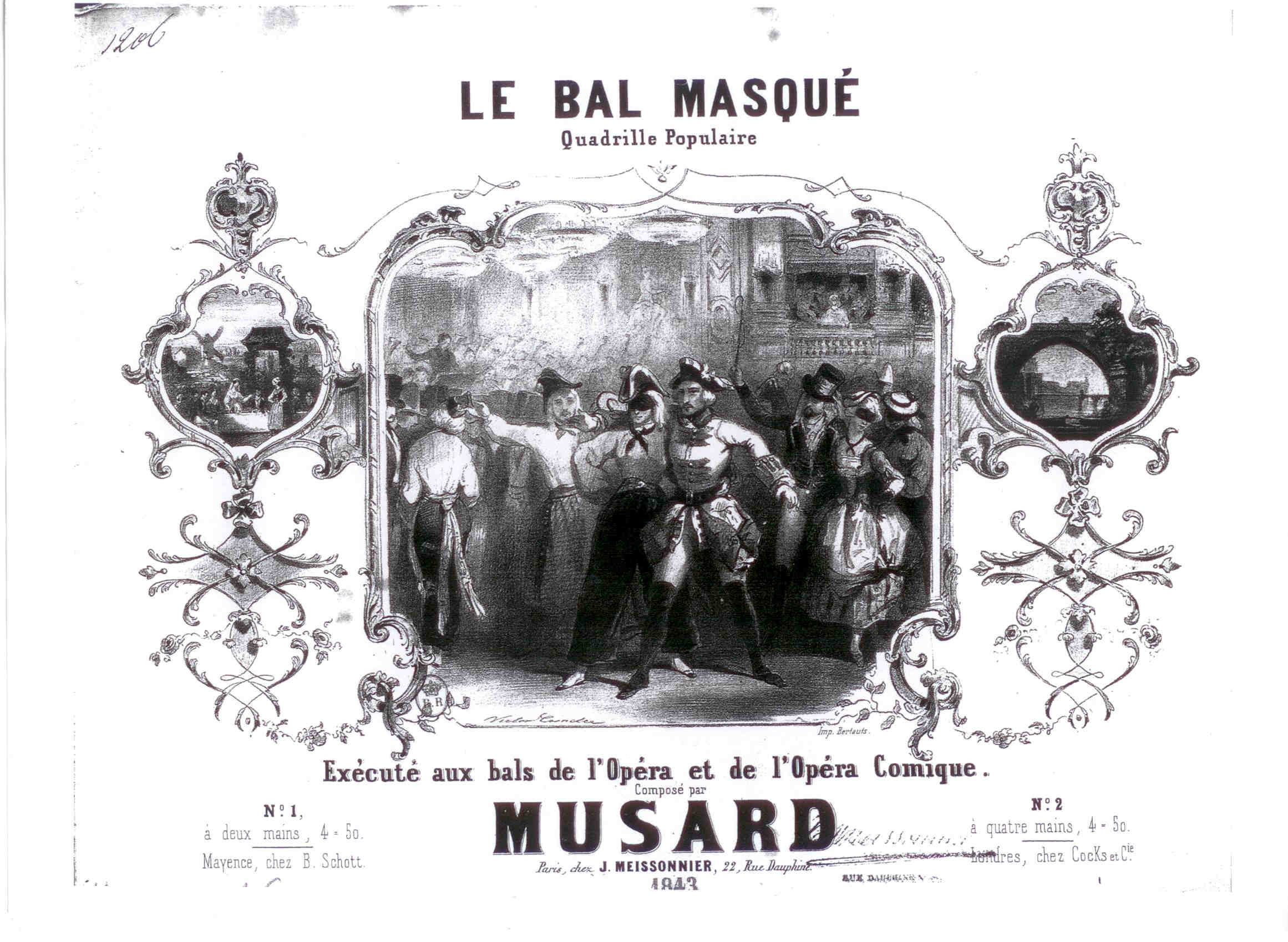

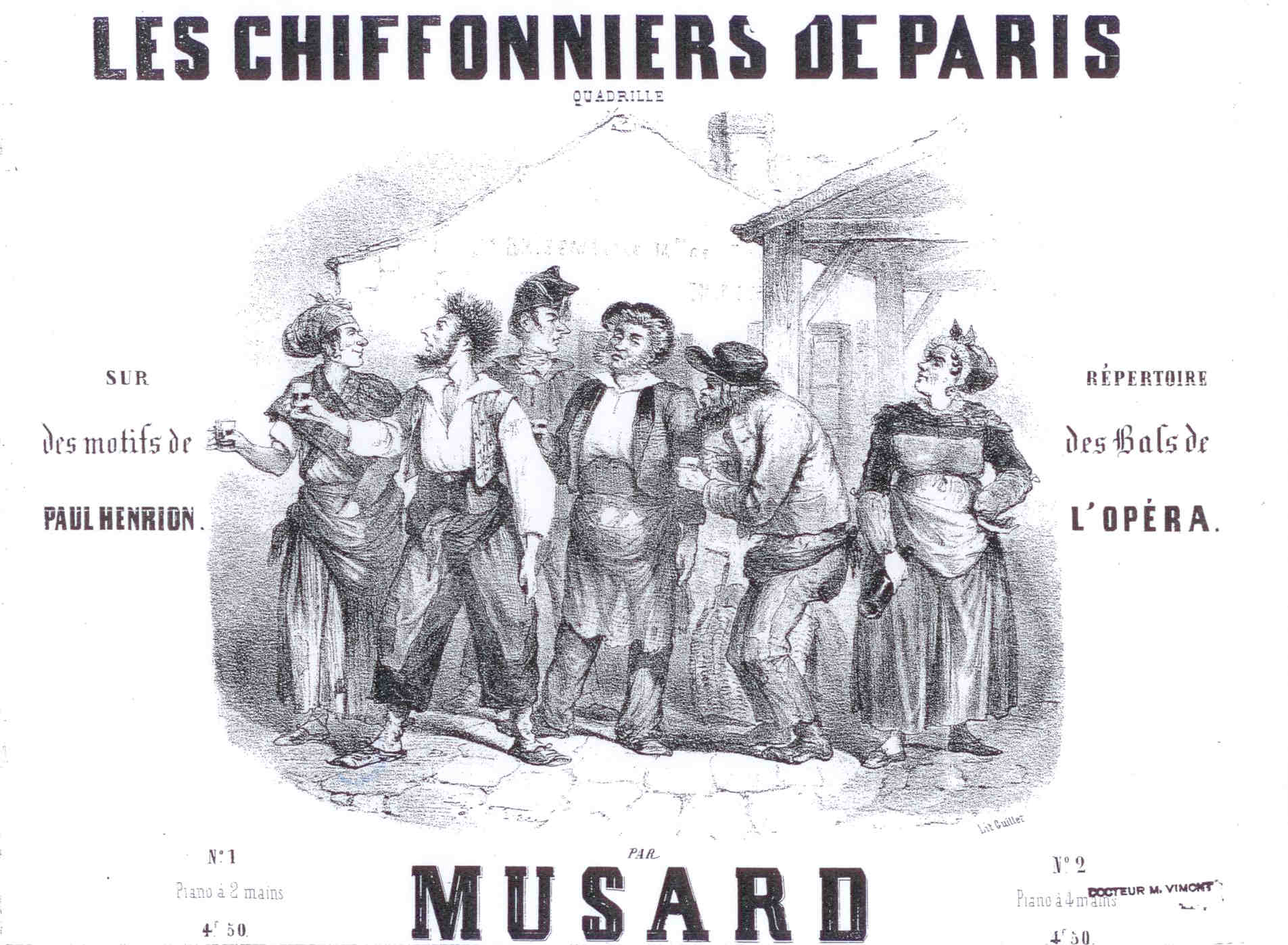

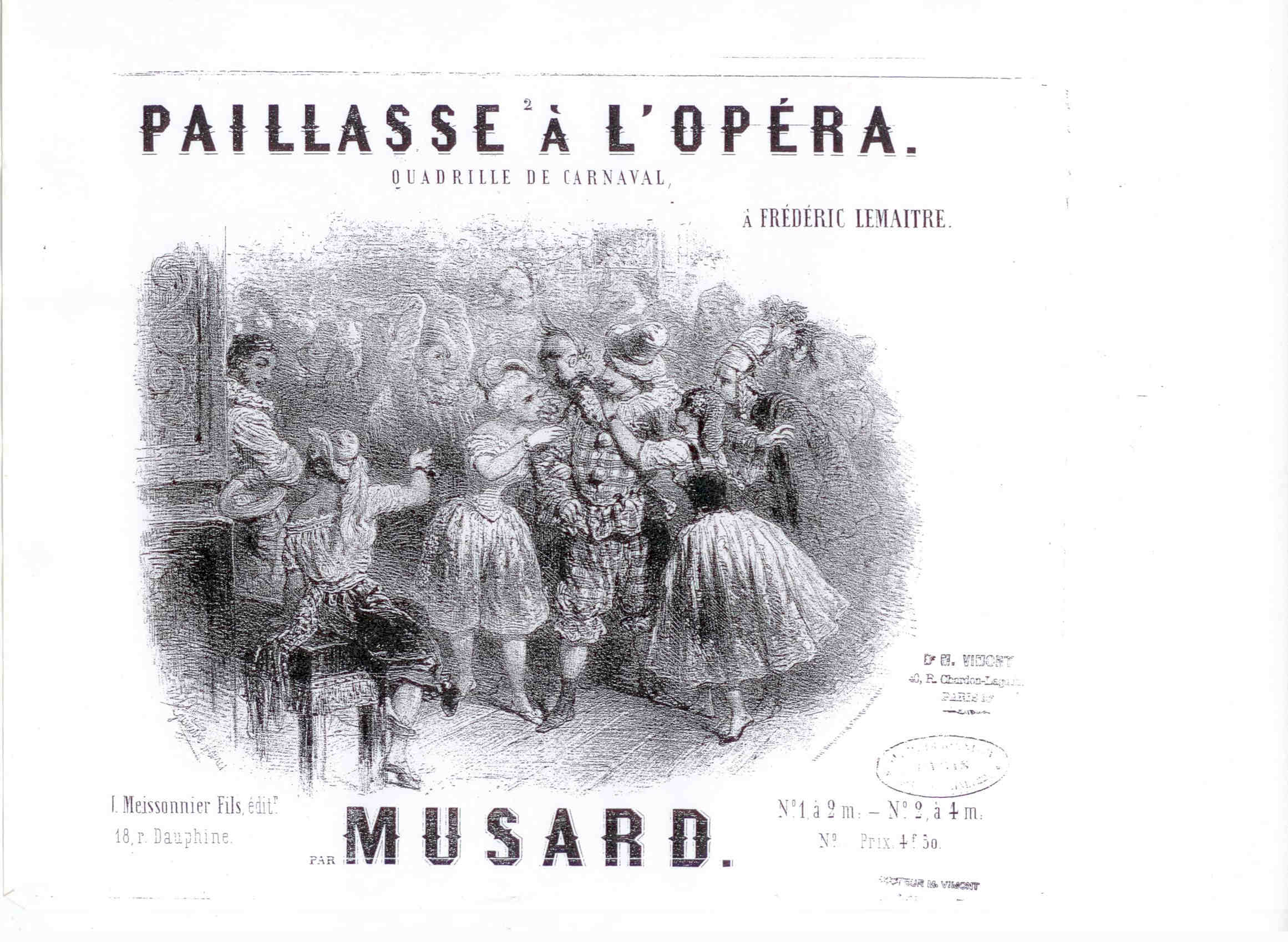
Trois partitions de Philippe Musard consultables sur la base Commons.

Le 29 décembre 1845, Théophile Gautier écrit dans La Presse :
Le bal masqué nous a toujours attristé, soit par le sentiment de la joie des autres que nous ne pouvons partager, soit par l'espèce d'aversion instinctive que le masque nous inspire et qui vient sans doute de quelque terreur d'enfance. — Des imaginations plus heureuses que la nôtre rêvent toujours derrière le satin noir de visages charmants, et voient sous ce museau de chèvre et de guenon à barbe déchiquetée des vignettes de keepsakes, des têtes d'ange ou de sylphide; pour nous le masque hideux cache presque toujours une face effroyable; tous les monstres, les striges, les goules, les lamies, profitent de l'occasion et de l'incognito. Même les femmes que nous connaissons, et qui sont notoirement jolies, nous deviennent suspectes dès qu'elles revêtent le domino; ce n'est pas une disposition très favorable pour passer une nuit agréable au bal. Nous nous promenions donc d'une façon assez maussade dans le foyer, encombré de monde, ayant à peine la place de tirer notre mouchoir pour nous essuyer le front tant il faisait chaud. — Nous nous croyions cependant bien aguerri contre la chaleur par nos exercices en Afrique, aux mois de juillet et d'août, en plein soleil, lorsqu'un de nos amis vint nous prendre et nous conduisit dans la salle, au pied de l'estrade des musiciens, pour nous faire voir Musard, déchaînant le carnaval par un signe de son bâton de chef d'orchestre.
Musard était là, morne, livide et grêlé, le bras étendu, le regard fixe. Certes, il est difficile pour un prêtre de bacchanales d'avoir une figure plus sombre et plus sinistre; cet homme, qui verse la joie et le délire à tant de folles têtes, a l'air de méditer une suite aux Nuits d'Young ou aux Tombeaux d'Harvey. — Après cela, le plaisir qu'on donne on ne l'a plus, et c'est sans doute ce qui rend les poètes comiques si moroses.
Le moment venu, il se courba sur son pupitre, allongea le bras, et un ouragan de sonorités éclata soudainement dans le brouillard de bruit qui planait au-dessus des têtes; des notes fulgurantes sillonnaient le vacarme de leurs éclairs stridents, et l'on aurait dit que les clairons du Jugement dernier s'étaient engagés pour jouer des quadrilles et des valses. Nous reconnûmes à ce sabbat triomphant la famille des instruments de notre ami Ad. Sax — Les morts danseraient à une pareille musique. Figurez-vous qu'on a imaginé une contredanse intitulée le chemin de fer; elle commence par l'imitation de ces horribles coups de sifflet qui annoncent les départs des convois; le râle des machines, le choc des tampons, le remue-ménage des ferrailles y sont parfaitement imités. Vient ensuite un de ces galops pressés et haletants près de qui la ronde du sabbat est une danse tranquille.
Un torrent de pierrots et de débardeuses tournent autour d'un ilot de masques stagnant au milieu de la salle, ébranlant le plancher comme une charge de cavalerie. Gare à ceux qui tombent.
Ce n'est donc qu'à ce prix qu'on s'amuse encore aujourd'hui; il faut, à force de gambades, de cabrioles, de dislocations extravagantes, de hochements de tête à se démonter le col, se procurer une espèce de congestion cérébrale : cet ivresse de mouvement ou délire gymnastique, a quelque chose d'étrange et de surnaturel. On croirait voir des malades attaqués de la chorée ou de la danse de Saint-Guy.
Nous avons assisté à Blidah et dans le Haousch de Ben-Kaddour, aux soubresauts épileptiques des Aïssaoua, ces terribles convulsionnaires. Nous avons vu à Constantine la danse pour la conjuration des Djinns, mais tout cela est modéré en comparaison de la cachucha parisienne.
De quels ennuis de pareils amusements font le contre-poids ?
Comme nous rentrions chez nous, nous vîmes descendre d'un estaminet une bande de quarante pierrots tous costumés de même, qui se rendaient au bal de l'Opéra, précédés d'une bannière où étaient écrits ces mots : Que la vie est amère!

## Hommage

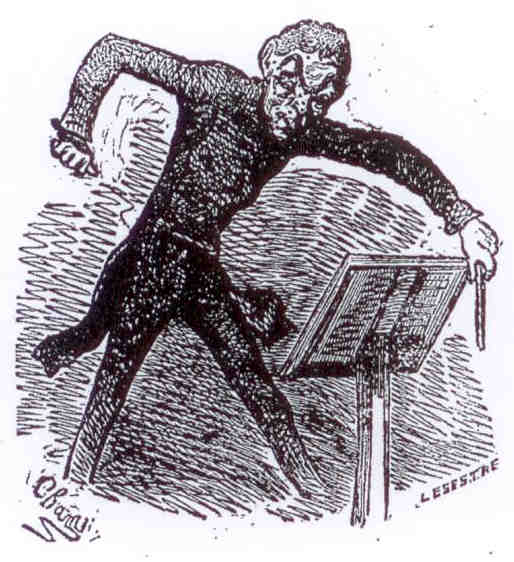

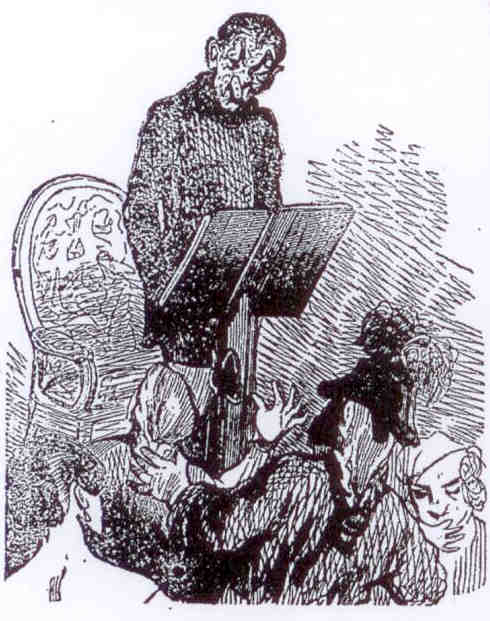

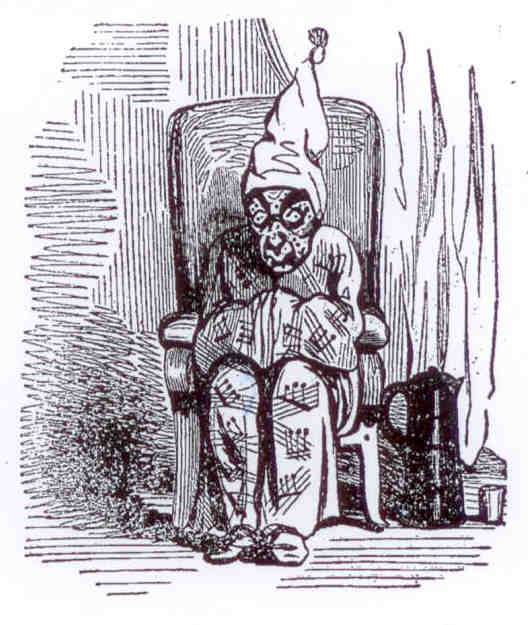
Caricatures de Cham illustrant la laideur physique proverbiale de Philippe Musard.

Louis Huart écrit en 1850 dans Le bal Musard : 
Comment écrire sur le carnaval sans consacrer tout d'abord quelques pensées plus ou moins grandioses à l'homme qui, du haut de sa chaise, que dis-je ! de son trône, dirige tout un peuple de débardeurs avec un petit sceptre noir, qui, de loin, ressemble à un vulgaire fragment de manche à balai, mais qui, de près, a un faux air de bâton de réglisse !
Ô Musard ! ô mon roi, même en république ! tu accueilles toujours avec un aimable sourire de bienveillance les génuflexions de tous tes admirateurs, permets donc que je me génuflexionne ! — et si je ne demande pas avec la foule idolâtre qui t'entoure à baiser la poussière de tes bottes, C'est que je suis trop pressé pour attendre mon tour, et que, d'ailleurs, les rues de Paris, au mois de février, m'effraient un peu sur les suites de cet usage oriental aussi distingué que malpropre.
Avant Musard il y avait bien en France, si vous voulez, des espèces d'orchestres composés d'un plus on moins grand nombre de violons, clarinettes, flûtes, contre-basses et trombones ; — ces braves musiciens, voulant gagner loyalement leur argent, clarinettaient et trombonaient avec toute la force de leurs poumons et de leurs bras, et le tout produisait une musique turque, bonne tout au plus à faire polker l'ours noir de la mer Glaciale avec la sultane favorite de Schahabaham !
Ça faisait pitié, — et, chose plus triste encore, ça faisait mal aux oreilles.
C'était une barbarie complète; nous tournions aux Vandales, aux Iroquois, aux chiens savants !
Enfin Musard parut, et le premier en France 

Fit sentir dans nos pas une juste cadence. 
Mon Dieu, qu'il est beau  Musard, quand il commence un de ses immortels quadrilles, celui des Chaises cassées, par exemple, chaises sur lesquelles il a établi la base de sa renommée !
Ce n'est plus un homme, c'est un dieu ! que dis-je ! un dieu !… mais je suis forcé de me contenter de cette dénomination, puisque la langue française n'est pas assez riche pour me fournir un autre mot digne de Musard… O Musard ! t'en contenteras-tu ?
Quelques-uns de ces individus qui ne sont jamais satisfaits de rien ne sont pas entièrement satisfaits de la figure de Musard; ils vont même jusqu'à dire qu'il est laid.
Musard est jaune, c'est vrai, mais il est très-grêlé ; — or, qu'y a-t-il de plus distingué que la grêle en 1850, en ce temps de vaccine générale ?
La seule manière de ne pas être comme tout le monde à notre époque, c'est d'être comme Musard.
Quant à la nuance orange de son visage, c'est encore un bel apanage qu'il a de commun avec l'or et le soleil… et aussi, je l'avoue, avec les gens qui ont la jaunisse.
Et puis, ce que Musard possède en propre, bien en propre, c'est son admirable modestie.
Musard a été porté trois cent quarante-cinq fois en triomphe, ce qui fait trois cent quarante - quatre fois de plus que Napoléon ; eh bien, Musard ne cherche pas à s'en faire accroire, et il a formellement manifesté l'intention de ne laisser placer sa statue en haut d'une colonne quelconque qu'après sa mort. Bien plus, et vous me croirez si vous voulez, il rend le salut a Meyer-Beer ; et une fois il a consenti à donner une poignée de main à Rossini.
Aussi il faut voir avec quel respectueux empressement, au bal de l'Opéra, la foule vient entourer le grand homme, tellement chacun est avide de pouvoir contempler, ne fût-ce que de profil, cette face auguste.
Les plus hardis débardeurs osent à peine toucher les basques de son habit, et les plus fringantes lorettes ne se sont jamais permis de le tutoyer, Ce qui se fait cependant généralement dans les meilleures sociétés en temps de carnaval.
Et son petit bâton noir, est-il lorgné aussi celui-là ! — Il n'y a pas de bâton de maréchal de France qui soit plus glorieux que ce bout de bois de réglisse, —- du moins telle est l'opinion aussi consciencieuse que respectable de Musard lui-même. C'est pourtant sous ce bâton que se donnent, chaque nuit de bal masqué, trois ou quatre cents rendez-vous ! — Il s'en donne tant même, que bientôt on ne pourra plus se retrouver dans la foule, et le seul moyen bientôt sera de se donner rendez-vous non pas sous, mais sur le bâton de Musard.
Il est vrai que, pour se livrer à cet exercice périlleux, il faut être d'une certaine force sur la gymnastique; mais qui n'est pas un peu élève d'Auriol dans notre siècle d'acrobates.
Nous nous plaisions tout à l'heure à qualifier Musard de dieu; hélas ! il n'est dieu que dans la nuit du samedi au dimanche, et à sept heures du matin il redevient simple mortel, et, plus que personne, il connaît toutes les fatigues d'une nuit passée sans sommeil.
Musard, le grand Musard, sait alors ce qu'il en coûte pour amuser les Parisiens.
Le dimanche et le lundi, enveloppé d'une large robe de chambre et en tête-à-tête avec un vaste pot de tisane, le dieu de la veille est en proie à toutes les mesures de la pauvre humanité, et, comme le roi d'Yvetot, il se plaît à cacher sa couronne sous un gigantesque bonnet de coton.
Alors encore il est beau, mais d'une autre façon.

## Le bal Musard: un bal très structuré
Dans la trilogie carnavalesque intitulée Carnaval du Galopin il est écrit à propos du Carnaval de Paris : 
« LE BOUL'VARD vois-tu c'est l'asile du carnaval chicocandard je vas te montrer à la file, l'état major d'mosieu MUSARD, les chicards, balochards, flambarts et badouillards… »
Les bals donnés par Philippe Musard étaient célèbres pour leur ambiance. Les groupes énumérés ici – flambarts, badouillards, chicards et balochards – sont des sociétés festives et carnavalesques précises et organisées. 
Ces quatre sociétés participant aux bals donnés au moment du Carnaval de Paris devaient ainsi contribuer à l'animation de ceux-ci. Leur qualification d'« état major d'mosieu MUSARD », indique que leur rôle était primordial dans l'animation des célèbres bals masqués organisés par Philippe Musard.